# Paroisse de Manners Sutton
La paroisse de Manners Sutton est à la fois une paroisse civile et un ancien district de services locaux (DSL) canadien du comté d'York, au Nouveau-Brunswick. Dans le cadre de la réforme de la gouvernance locale du 1er janvier 2023, le territoire du DSL a été réparti entre la ville de Harvey et le district rural de la Région-de-la-capitale.

## Toponymie

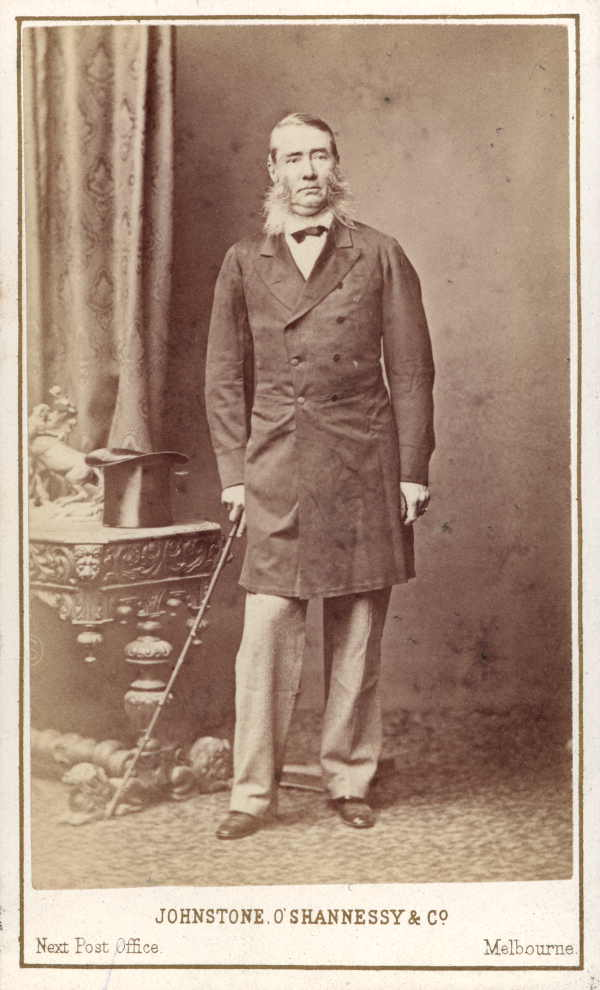
John Henry Thomas Manners-Sutton.

La paroisse est nommée ainsi en l'honneur de Sir John Henry Thomas Manners-Sutton (1814-1877), qui fut lieutenant-gouverneur du Nouveau-Brunswick de 1854 à 1861.
La paroisse comprend les hameaux de Acton, Brockway, Upper Brockway, Christie Ridge, Corburn, Cork, Cork Station, Harvey Settlement, Hurley Corner, Manners Sutton, Prince William Station, Roach, Swans Shore, Thomaston Corner, Tweedside, South Tweedside, Upper Mills, Wilmot et York Mills. Gass Settlement a disparu.
Acton est probablement nommé en l'honneur de John Emerich Edward Dalberg, 1er baron d'Acton (1834-1902), historien et partisan de plus d'autonomie pour les Irlandais. Brockway est nommé ainsi en l'honneur de Reuben et Rufus Brockway, arrivés du New Hampshire vers 1818, ainsi que Artemus et Alvia Brockway, arrivés plus tard. Christie Ridge est nommé ainsi parce que plusieurs de ses fondateurs portaient le nom Christie. Le hameau s'appelait à l'origine Wooler car ses fondateurs étaient originaires de Wooler, en Angleterre. Le hameau de Coburn est soit nommé en l'honneur de John Coburn, le premier maître des postes en 1902, ou en l'honneur de John et Thomas Coburn, établi dans la région en 1837. Le hameau de Cork s'appelait Cork Station jusqu'en 1967. Hurley Corner est probablement nommé en l'honneur de Daniel Hurley, arrivé en 1842 d'Irlande. Thomaston Corner est nommé ainsi en l'honneur du maître des postes Richard Thomas. Les hameaux de Tweedside et de South Tweedside ont été nommés ainsi par des colons écossais. Il s'appelait auparavant Ensor Settlement, en l'honneur de Charles Ensore, qui a obtenu une concession à cet endroit en 1834 mais qui l'a abandonné avant 1841. Wilmot est nommé en l'honneur de Lemuel Allan Wilmot (1809-1878), qui a aidé les colons à s'établir dans la paroisse et qui a été commissaire des terres.

## Géographie
Le village de Harvey forme un enclave au nord de la paroisse.
La paroisse comprend la moitié ouest du lac Oromocto.

### Hameaux
Manners Sutton est le principal hameau. Il est centré sur l'intersection entre la route 3 et le chemin Tweedside, à 5,4 kilomètres au sud-ouest de Harvey. Harvey Settlement, au nord, est confondu avec Manners Sutton.
Coburn est situé à 2 km au sud-ouest de Manners Sutton, à l'intersection de la route 3 et des chemins Arnold Little et Frog Lake. York Mills est situé 3,2 km plus loin à l'ouest, à l'intersection avec la route 635. Gass Settlement était situé à 1,3 km à l'est de York Mills. Upper Mills est situé à 1,6 km au nord de York Mills, le long de la route 635. Prince William Station est situé au croisement du chemin de fer et de la route 635, à 6,3 km à l'ouest de Manners Sutton. Wilmot est bâti à 2 km à l'ouest de York Mills, le long de la route 3. 1,2 km plus loin à l'ouest s'étend Thomastown Corner, à l'intersection avec la route 4. Christie Ridge s'allonge sur la même route, à 2 km à l'ouest de Thomastown Corner et à 10 km au sud-ouest de Manners Sutton. Upper Brockway est situé à 12,7 km au sud de Manners Sutton, le long de la route 3 et au bord de la rivière Magaguadavic. Brockway est situé 6 km plus loin au sud. Frog Lake est situé à 3 km au sud de Manners Sutton, sur le chemin Frog Lake. Tweedside est bâti à 5 km au sud de Manners Sutton, le long du chemin Tweedside près du lac Oromocto. South Tweedside est centré à 4 km au sud-ouest. Swans Shore est situé directement à l'est de Tweedside, sur les berges du lac.
Plusieurs autres hameaux sont situés au nord et à l'est de Harvey. Acton est bâti à 3,4 km à l'est du village et à 8,4 km au nord-est de Manners Sutton, à l'intersection de la route 3 et de la route 640. Hurley Corner est situé à 2,8 km plus à l'est, à l'intersection des routes 640 et 645. Cork est situé à 3 km au sud de Hurleys Corner, le long de la route 645. Cork Station se trouve 3 km plus loin au sud, à l'intersection avec le chemin de fer. Roach était situé à 2 km au sud-ouest de ce dernier, au bout du chemin Roach. L'agglomération de Harvey s'étend aussi au nord, le long de la route 636, au bord du lac Harvey.

## Histoire
Un portage entre le lac Oromocto et la rivière Maguaguadavic, près du site de Brockway, était très fréquenté par les Malécites.
Brockway est fondé en 1818 ou peu après par Rufus et Reuben Brockway et d'autres colons du New Jersey, en tant que village agricole et forestier. La route 3 est construite vers 1835. Christie Ridge est fondé en 1837 par des colons originaires de Wooler, en Angleterre. En 1838, Lemuel Allan Wilmot aide plusieurs personnes à s'établir dans les environs. Cork est fondé en 1841 par des Irlandais. Le hameau de Acton est fondé en 1842 par de gens de Cork. La même année, des travailleurs Irlandais mis à pied à Fredericton viennent grossir la population de Cork. Wooler Settlement est fondé vers 1849, à la suite de l'expansion de Harvey. Tweedside est fondé par des Écossais. Little Settlement et Tweedside résultent de l'expansion de Harvey,. Roach Settlement résulte de l'expansion de Cork mais est presque abandonné.
La paroisse est créée en 1855 à partir de portions des paroisses de Kingsclear et de Prince-William. La paroisse de McAdam en est séparée en 1894. La municipalité du comté d'York est dissoute en 1966. Le village de Harvey en est séparé la même année. La paroisse de Manners-Sutton devient un district de services locaux en 1967.

## Démographie
(août 2016).
D'après le recensement de Statistique Canada, il y avait 1882 habitants en 2001, comparativement à 1830 en 1996, soit une hausse de 2,8 %. La paroisse compte 767 logements privés, a une superficie de 525,41 km² et une densité de population de 3,6 habitants au km².
| 2001  | 2006  | 2011  | 2016  |
| ----- | ----- | ----- | ----- |
| 1 882 | 1 863 | 1 806 | 1 777 |

## Économie
Entreprise Central NB, membre du Réseau Entreprise, a la responsabilité du développement économique.

## Administration

### Commission de services régionaux
La paroisse de Manners Sutton fait partie de la Région 11, une commission de services régionaux (CSR) devant commencer officiellement ses activités le 1er janvier 2013. Contrairement aux municipalités, les DSL sont représentés au conseil par un nombre de représentants proportionnel à leur population et leur assiette fiscale. Ces représentants sont élus par les présidents des DSL mais sont nommés par le gouvernement s'il n'y a pas assez de présidents en fonction. Les services obligatoirement offerts par les CSR sont l'aménagement régional, l'aménagement local dans le cas des DSL, la gestion des déchets solides, la planification des mesures d'urgence ainsi que la collaboration en matière de services de police, la planification et le partage des coûts des infrastructures régionales de sport, de loisirs et de culture; d'autres services pourraient s'ajouter à cette liste.

### Représentation et tendances politiques
Nouveau-Brunswick: Manners Sutton fait partie de la circonscription provinciale de York, qui est représentée à l'Assemblée législative du Nouveau-Brunswick par Carl Urquhart, du Parti progressiste-conservateur. Il fut élu lors de l'élection générale de 2006 et réélu à celle de 2010.
 Canada: Manners Sutton fait partie de la circonscription électorale fédérale de Nouveau-Brunswick-Sud-Ouest, qui est représentée à la Chambre des communes du Canada par Gregory Francis Thompson, ministre des Anciens Combattants et membre du Parti conservateur. Il fut élu lors de la 40e élection fédérale, en 1988, défait en 1993 puis réélu à chaque fois depuis 1997.

## Infrastructures et services
Le DSL est inclus dans le territoire du sous-district 10 du district scolaire Francophone Sud. Les écoles francophones les plus proches sont à Fredericton alors que les établissements d'enseignement supérieurs les plus proches sont dans le Grand Moncton.
La paroisse est traversée par la route 3, la route 4, la route 635, la route 636, la route 640 et la route 645.
Brockway possède un aérodrome privé, dont le code OACI est CCX3. Il possède une piste en gravier traité longue de 4 000 pieds.
Le Chemin de fer du sud du Nouveau-Brunswick traverse la paroisse.
Le détachement de la Gendarmerie royale du Canada le plus proche est à McAdam. Le bureau de poste le plus proche est quant à lui à Harvey.
Les anglophones bénéficient des quotidiens Telegraph-Journal, publié à Saint-Jean, et The Daily Gleaner, publié à Fredericton. Ils ont aussi accès au bi-hebdomadaire Bugle-Observer, publié à Woodstock. Les francophones ont accès par abonnement au quotidien L'Acadie nouvelle, publié à Caraquet, ainsi qu'à l'hebdomadaire L'Étoile, de Dieppe.